# Tommy Jackson (Fußballspieler, 1946)
Thomas A. „Tommy“ Jackson (* 3. November 1946 in Belfast) ist ein ehemaliger nordirischer Fußballspieler und -trainer. Der Mittelfeldspieler gewann mit seinem Heimatklub FC Glentoran als Spieler und Trainer die nordirische Meisterschaft. Zwischen 1967 und 1978 war er dazu im englischen Profifußball unterwegs. Dort feierte er 1970 beim FC Everton mit dem Gewinn der englischen Meisterschaft den größten Erfolg seiner aktiven Laufbahn.

## Sportlicher Werdegang
Jackson war seit 1963 in seiner Heimatstadt Belfast beim FC Glentoran und dort zunächst vordergründig in der zweiten Mannschaft aktiv. Mit der Reservemannschaft gewann der Mittelfeldspieler 1965 und 1966 den Steel Cup, womit er sich nachhaltig für die A-Elf empfahl. Gleich zweimal in Serie gewann er 1967 und 1968 mit Glentoran schließlich die nordirische Meisterschaft. Womit er jedoch über die Vereinsgrenzen hinaus auffiel, war im Herbst 1967 seine Leistung in der ersten Runde des Europapokals der Landesmeister, in der er gegen Benfica Lissabon Eusébio in Manndeckung nahm – der große Favorit aus Portugal setzte sich letztlich nur knapp aufgrund der Auswärtstorregel durch. Noch vor Ende der zweiten Meistersaison 1967/68 gab er dem Werben des englischen Erstligisten FC Everton nach und im Februar 1968 wechselte Jackson für die Ablösesumme von 9.000 Pfund zu den „Toffees“.
Nach seinem Einstand gegen Nottingham Forest (0:1) hatte er gleich in dem wichtigen FA-Cup-Halbfinalspiel gegen Leeds United Alan Ball zu vertreten und im Mittelfeldduell mit renommierten Gegenspielern wie Johnny Giles und Billy Bremner behauptete er sich gut – die Partie endete mit einem 1:0-Sieg. Im Finale war er jedoch nicht Teil des 14-Mann-Kaders und so musste er sich die 0:1-Niederlage gegen West Bromwich Albion von außen anschauen. Jackson erarbeitete sein den Ruf eines zuverlässigen Ergänzungsspielers, der zwar weniger mit technischen Fertigkeit und Schnelligkeit ausgestattet war, dafür aber Qualitäten im Bereich der Balleroberung hatte. Zumeist schlüpfte er im Mittelfeld in die Ersatzrolle, falls einer aus dem Mittelfeldtrio mit Alan Ball, Howard Kendall und Colin Harvey fehlte. In dieser Funktion setzte Trainer Harry Catterick häufig auf ihn und als Everton in der Saison 1969/70 die englische Meisterschaft gewann, war Jackson in 15 Partien zum Einsatz gekommen. Die sportliche Perspektive blieb jedoch beschränkt und nachdem Everton erhebliche Transferaktivitäten zur Titelverteidigung unternommen hatte, gab ihm der Verein im Oktober 1970 die Freigabe für einen Wechsel.
Mit dem Erstligakonkurrenten Nottingham Forest fand sich ein neuer Arbeitgeber. Dort war er sofort im gemeinsamen Kampf um den Klassenerhalt verwickelt, der im ersten Jahr noch gelang, aber in der zweiten Saison mit dem Abstieg in die Second Division endete. Eines der wenigen Highlights in der Abstiegssaison war sein 1:0-Siegtreffer im Dezember 1971 gegen den Ex-Klub aus Everton. Nach drei weiteren Jahren sorgte die Verpflichtung des neuen Trainers Brian Clough dafür, dass Jackson im Kader nicht mehr gebraucht wurde – im Gegensatz zu seinem Landsmann Martin O’Neill, der sich fortan im Mittelfeld zum Schlüsselspieler entwickelte. Da Jackson als nicht mehr benötigter Zweitligaspieler galt, überraschte es die Fachwelt, dass ihn mit Manchester United erneut ein Erstligist im Juli 1975 anheuerte.
Uniteds Trainer Tommy Docherty sah in Jackson zunächst den Kapitän seiner Reservemannschaft, aber nach ersten Trainingseindrücken reiften in ihm neue Ideen. Der Erstligaaufsteiger war mit einer großen Offensivkraft und vor allem mit vielen jungen Spielern ausgestattet und Jackson sollte im Mittelfeld für die nötige Ruhe sorgen. Dadurch konnten sich Spieler wie Steve Coppell und Gerry Daly besser entfalten und Jackson führte das Team in der Saison 1975/76 in 17 Ligapartien zum dritten Platz. Als dann jedoch der Neuzugang Gordon Hill in die Mannschaft drängte und den Spielstil im Mittelfeld veränderte, wurde Jackson ein weiteres Mal aussortiert. Er agierte noch bis 1978 zumeist in der Reservemannschaft von Manchester United, bevor es ihn zurück in seine nordirische Heimat zog. Dabei hatte er Trainerangebote in England auch deswegen ausgeschlagen, weil er selbst noch weiter aktiv bleiben wollte.

### Nordirische Fußballnationalmannschaft
Am 10. September 1968 debütierte Jackson in Jaffa für die nordirische A-Nationalmannschaft gegen Israel. Das Freundschaftsspiel endete für ihn mit einem 3:2-Sieg und seine weitere Laufbahn ähnelte der im Vereinsfußball, da er zumeist als Ersatz für Stammspieler wie Eric McMordie, Jimmy Nicholson oder Dave Clements sowie später Tommy Cassidy, Sammy McIlroy oder Bryan Hamilton diente. Dessen ungeachtet kam er in neun Jahren auf 35 A-Länderspiele. Dank seiner vielseitigen Einsetzbarkeit half er bei Bedarf als linker Außenverteidiger oder im Abwehrzentrum aus und seinen sportlichen Höhepunkt für Nordirland erlebte er am 23. Mai 1972, als er im Wembley-Stadion einen 1:0-Sieg gegen England feierte.
Weitere Erfolge blieben für Jackson aus und vor allem für eine Endrunde bei Welt- oder Europameisterschaft qualifizierte sich Nordirland in dieser Zeit nicht.

### Traineraktivitäten
Jackson konnte bei seiner Beschäftigung als Spielertrainer des FC Waterford ab 1978 auf einige Achtungserfolge verweisen, darunter der zweifache Einzug ins Finale des FAI Cups, das er im zweiten Anlauf 1980 gegen St Patrick’s Athletic auch gewann – Waterfords erst zweiter diesbezüglicher Pokalsieg nach 1937. Im Oktober 1980 betreute er dann eine Ligaauswahl, die im River-Plate-Stadion gegen Argentinien antrat und nach einem Tor von Diego Maradona mit 0:1 unterlag.
Seine zweite Vereinstrainerstation ab 1983 waren, nachdem er seine eigene Laufbahn mittlerweile beendet hatte, die FC Crusaders. Dort verbrachte er rund drei Jahre und der Gewinn des Gold Cups 1986 nach einem Finalsieg gegen den FC Linfield war der einzige nennenswerte Titelgewinn. Im Jahr 1987 kehrte er zu seinem Heimatklub FC Glentoran zurück. Glentoran hatte zuvor seine Vorherrschaft im nordirischen Ligafußball eingebüßt und lange im Schatten des FC Linfield gestanden. Dies änderte sich unmittelbar nach Jacksons Ankunft und 1988 gewann der Klub das „Double“ aus Meisterschaft und Irish Cup. Vier Jahre später wiederholte Jackson mit Glentoran den Gewinn des Ligatitels. Im Juni 1993 endete sein Engagement, nach Glentoran nur einen Platz im Mittelfeld belegt hatte. Es folgte ein wenig spektakuläres Jahr in Diensten von Ballymena United, bevor sich Jackson aus dem Erstligafußball verabschiedete.
Fortan kümmerte er sich mehr um die Betreuung von nordirischen Fußballschulen, in denen er besonders in den Sommermonaten selbst auf dem Trainingsplatz steht.

## Titel/Auszeichnungen

### Als Spieler
- Englische Meisterschaft (1): 1970
- Nordirische Meisterschaft (2): 1967, 1968
- FAI Cup (1): 1980

### Als Trainer
- Nordirische Meisterschaft (2): 1988, 1992
- FAI Cup (1): 1980
- Irish Cup (3): 1987, 1988, 1990
- Irischer Ligapokal (2): 1989, 1991
- Gold Cup (3): 1985, 1987, 1992
- Irish Charity Shield (1): 1992 (geteilt)